# Afu-Ra

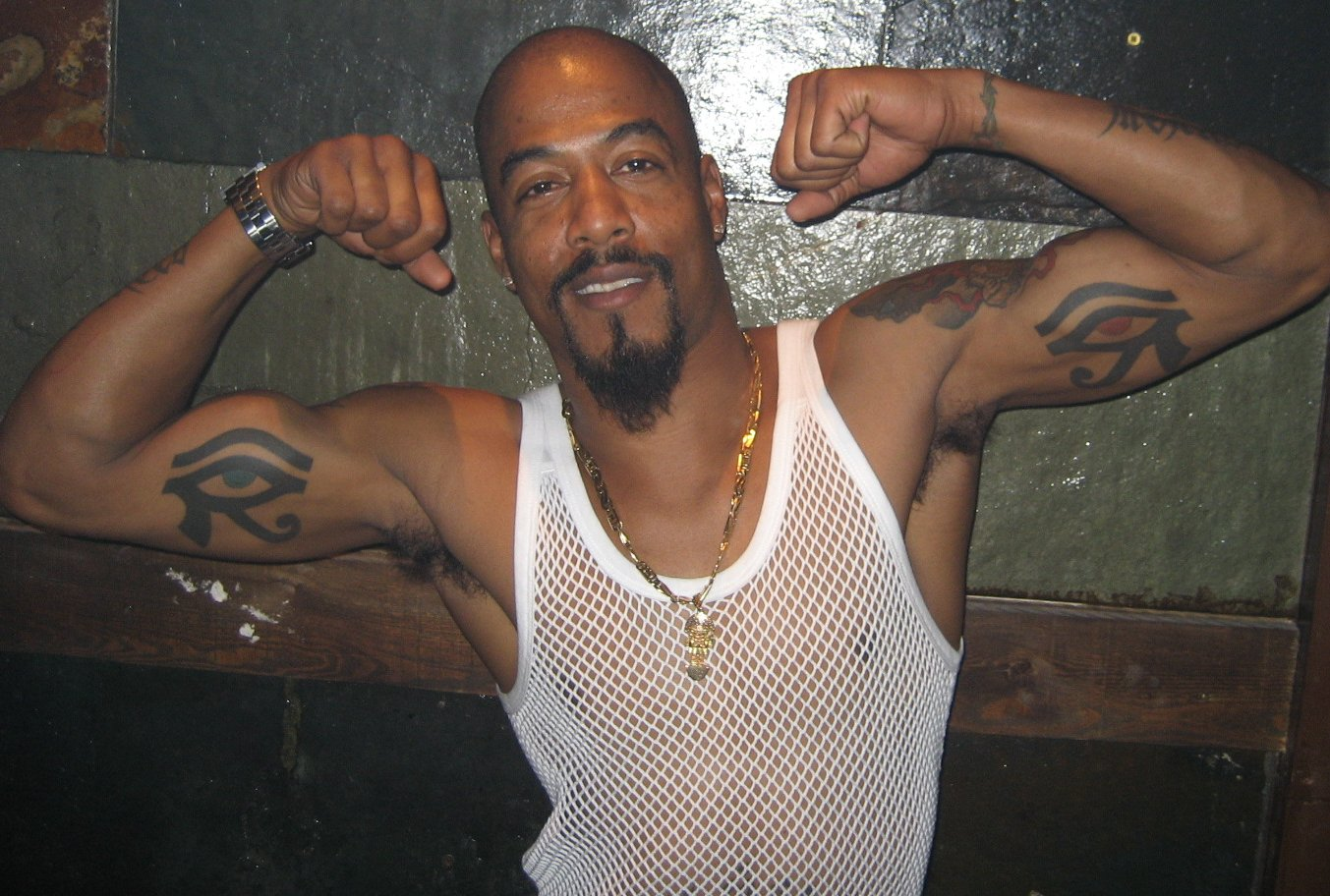
Afu-Ra (2007)

Afu-Ra (* 31. Januar 1973 in New York City, New York; bürgerlich Aaron Phillip) ist ein Rapper aus New York. Sein Einstieg ins Hip-Hop-Geschäft begann 1994, als er auf dem Debütalbum The Sun Rises in the East seines WG-Kollegen Jeru The Damaja mitwirkte.

## Biografie
Durch Jeru The Damaja lernte er die Gang Starr Foundation kennen. 1996 beteiligte Afu-Ra sich an dem zweiten Album von Jeru. Danach startete er seine Solokarriere mit dem Album Body of the Lifeforce, das von DJ Premier (Gang Starr), DJ Muggs (Cypress Hill) und den Beatminerz produziert wurde. Auf dieser Platte rappten zahlreiche bekannte Rapper wie Masta Killa, M.O.P., Smif-N-Wessun, GZA und Ky-Mani Marley.
Im Jahre 2002 erschien sein zweites Album Life Force Radio, das auch kommerziell ein Erfolg wurde.

## Diskografie

### Alben
- 2000: Body of the Life Force
- 2002: Life Force Radio
- 2004: Perverted Monks
- 2005: State of the Arts
- 2012: Body of the Life Force Part 2
- 2019: B4: BringBoomBapBack (mit Def Ill)
- 2020: Urban Chemistry

### Maxi-Singles
- 1998: Whirlwind Thru Cities
- 1998: D&D Soundclash
- 1999: Defeat
- 2001: Big Acts, Little Acts
- 2004: Backtadacrib
- 2005: Why Cry (mit Gentleman)
- 2005: Poisonous
- 2006: God of Rap

### Gastauftritte
- 1994: The Sun Rise in the East (Jeru the Damaja Album)
- 1996: Wrath of the Math (Jeru the Damaja Album)
- 2002: Beat of Life Vol. 1 (DJ Tomekk Album)
- 2002: Art of War (DJ Desue Album)
- 2002: Detonator Vol 1
- 2002: D&D Project 2
- 2002: Neon (4Lyn Album)
- 2003: Duck Down Collect Dis Edition
- 2006: Babylon Burning (DJ Mo-B, Billy the Kid Album)
- 2005: Transporter (Soundtrack)
- 2007: German Lugers (Snowgoons Album)
- 2007: Mehr als Musik (Afro Hesse Album)
- 2009: Born to Shine (Panadox, Manege frei Album)
- 2010: RimaSSafaR (LDDC Album)
- 2013: Courage (Panadox, Telepathie Album)
- 2014: Hip Hop Philosophy (Sunny Bizness, M.A.S.K.)
- 2015: Wiesz co się kręci (Ganja Mafia Album)